# Tulari
Tulari (cyr. Тулари) – wieś w Serbii, w okręgu kolubarskim, w gminie Ub. W 2011 roku liczyła 774 mieszkańców.